# Coronel Rodolfo S. Domínguez
Coronel Rodolfo S. Domínguez es una localidad argentina ubicada en el  de la provincia de Santa Fe.
Su principal vía de comunicación es la ruta provincial 18, que la vincula al norte con Rosario y al sur con Santa Teresa. Se encuentra a 18 kilómetros de Rosario, ciudad que por su tamaño ejerce una gran dependencia funcional.

## Población
En 2010 la población del municipio alcanzaba los 1071 habitantes, de los cuales 796 residían en la localidad.
| Gráfica de evolución demográfica de Coronel Rodolfo S. Domínguez entre 1991 y 2010 |
|                                                                                    |
| Fuente: Censos nacionales del INDEC                                                |

## Geografía

### Clima
Su clima es húmedo y templado en la mayor parte del año. Se lo clasifica como clima templado pampeano, es decir que las cuatro estaciones están medianamente definidas.
Hay una temporada calurosa desde octubre a abril (de 18 °C a 36 °C) y una fría entre principios de junio  y la primera mitad de agosto (con mínimas en promedio de 5 °C y máximas promedio de 16 °C), oscilando las temperaturas promedio anuales entre los 10 °C (mínima), y los 23 °C (máxima). Llueve más en verano que en invierno, con un volumen de precipitaciones total de entre 800 y 1300 mm al año (según el hemiciclo climático: húmedo "1870 a 1920" y "1973 a 2020"; seco "1920" a 1973").
Casi no existen (de baja frecuencia) fenómenos climáticos extremos en Domínguez: vientos extremos, nieve, hidrometeoros severos. La nieve es un fenómeno excepcional; la última nevada fue en 2007, la penúltima en 1973; y la antepenúltima en 1918. El 9 de julio de 2007, nevó en la localidad.
Un riesgo factible son los tornados y tormentas severas, con un pico de frecuencia entre octubre y abril. Estos fenómenos se generan por los encuentros de una masa húmeda y cálida del norte del país y una fría y seca del sector sur argentino.
Humedad relativa promedio anual: 76 %

## Historia
Coronel Domínguez fue creado el 21 de enero de 1910 por Antonio Mancini y Eugeneo Pagano. Su estación ferroviaria había sido inaugurada en 1907. En 1946 dejó de depender de Carmen del Sauce para constituir su propia comuna.

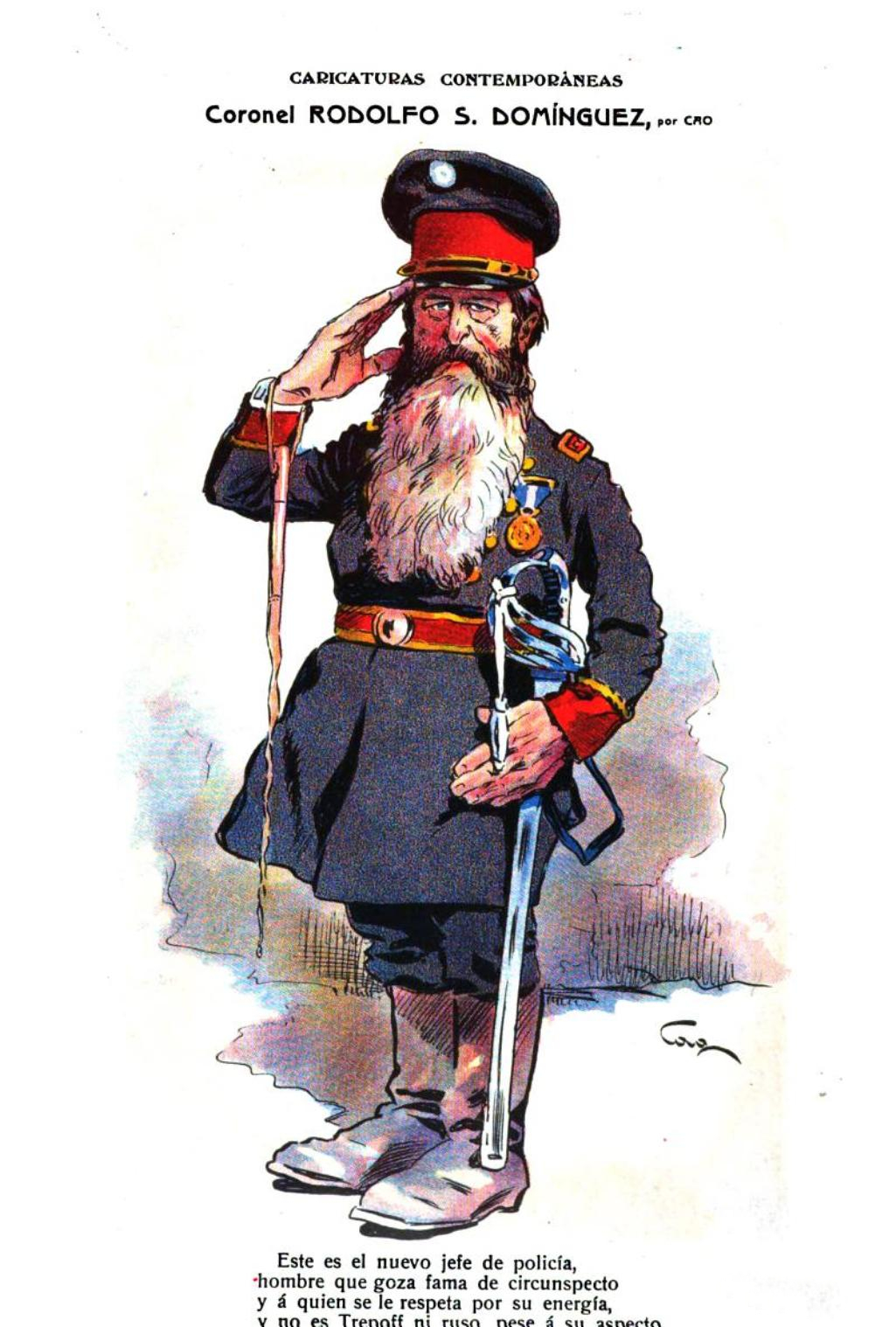
Retrato del coronel Rodolfo S. Domínguez en Caras y Caretas (1906)

Su nombre recuerda a Rodolfo Domínguez (1855-1906), quien luchó en las guerras de frontera, fue embajador de Francia, diputado Nacional y jefe de la policía de Rosario.
El templo católico fue inaugurado el 16 de noviembre de1969, con una estructura arquitectónica fue diseñada por el ingeniero Luis Freiré y el arquitecto Daniel Igartua. El predio habían sido donado por Alberto y Nicanor González del Solar, y los recursos para su construcción por su primo Alberto Zavalía. Este último hizo llamar a la iglesia “Santa Clara de Asís” en honor a su madre Clara Lelia.

## Escuela

### Escuela primaria
La escuela coronel Rodolfo Servillano Domínguez N°6060 inició sus clases el 1 de abril de 1933. Luego de tres años toma la dirección de la misma la Señora Margarita Carrot y como maestra se desempeña Ana María Tealdi, y en 1967 tomó el nombre de Escuela Nacional N.º 60. Su construcción era sencilla, de ladrillos y cemento, con piso de madera y techo de chapas. El 5 de agosto de 1983 se inauguró el predio actual, y su ampliación inaugurada en 2001.

#### Escuela secundaria
La escuela secundaria es una dependencia de la secundaria de Uranga, y se denomina Núcleo Rural de Escuela Secundaria Orientada N°2270.

## Deportes
El Club Coronel Domínguez Social, Cultural y Deportivo fue creado el 18 de marzo de 1942 y adoptó su actual nombre en 1950.  